# 大阪市立池島小学校
大阪市立池島小学校（おおさかしりつ いけじましょうがっこう）は、大阪府大阪市港区池島にある公立小学校。

## 沿革
地域の児童数の増加により、大阪市立三先小学校・大阪市立八幡屋小学校の2小学校の校区の一部を分離再編し、1975年に現在地に新設開校した。
なお現在の池島小学校とは学校沿革史の上では連続していないが、地域には太平洋戦争前、同名の池島小学校（池島尋常小学校。1941年池島国民学校に改称）があった。
戦前の池島小学校は1940年10月、大阪市八幡屋尋常小学校（現在の大阪市立八幡屋小学校）から分離して開校した。旧・池島小学校は現在の池島小学校のすぐ北側の団地の場所にあったが、1945年6月1日の第二次大阪大空襲で校舎を焼失し校区も大きな被害を受けたため、1946年4月1日に三先小学校に統合され廃校となった。

## 通学区域
- 大阪市港区 池島1丁目-3丁目。

卒業生は大阪市立港中学校に進学する。

## 出身者
- 野茂英雄 - 元プロ野球選手[1]

## 交通
- 地下鉄中央線 朝潮橋駅 南へ約600m。